# 欧洲联盟历史
歐洲聯盟是一個涵蓋大部分歐洲大陸的地緣政治實體。其成立是以數個條約為基礎。歐盟經歷多次擴張，從原來的6個成員國擴展到現今的28個成員國。
歐盟的起源可追溯至後二戰時代，特別是1951年依據舒曼計劃在巴黎創立的歐洲煤鋼共同體，或是根據《羅馬條約》成立的歐洲經濟共同體。這兩個共同體都在1993年併入歐洲聯盟。

## 1945年以前：「歐洲聯合」的構想
歷史上，曾有數個帝國用武力統一歐洲的廣大地區，像是羅馬帝國、法蘭克帝國、神聖羅馬帝國、法蘭西第一帝國和納粹德國。而王朝聯盟（Dynastic union）則是統一歐洲領土的和平手段，另外也有少數的國家聯盟，如波蘭立陶宛聯邦、奧匈帝國和鄂圖曼土耳其帝國。
戰爭帶來的破壞，讓許多人開始支持某些形式的歐洲統合，知名人士有威廉·賓（William Penn）、Abbot Charles de Saint-Pierre、維克多·雨果、理查德·尼古拉斯·冯·康登霍维-凯勒奇 和朱塞佩·馬志尼。在第一次世界大戰後，大量的傷亡使得這些想法在西歐逐漸茁壯，但直到第二次世界大戰後，西歐各國才開始採取實際手段。但在俄羅斯，或許是堅持其共產主義的政治思想，戰爭所帶來的破壞並未帶起與西歐各國同樣的看法。
國際泛歐聯盟是世界大戰時期和開始宣揚歐盟思想之間的代表性組織。

## 1945－1957：煤與鋼所鍛造的和平

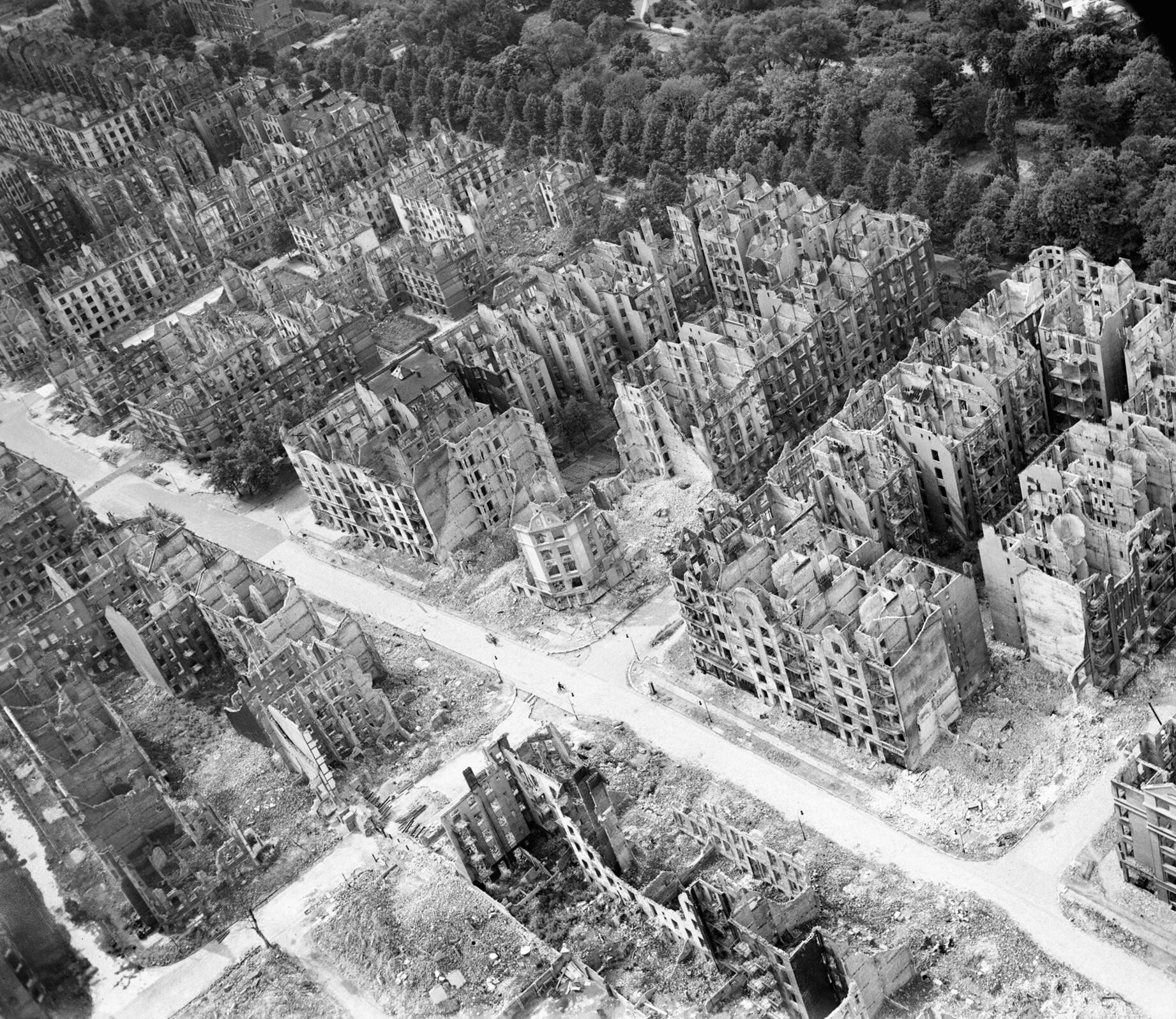
在兩次毀滅性的世界大戰後，政治氣氛支持能確保和平的國際聯盟。（1943年遭到轟炸的漢堡）

1939年至1945年的第二次世界大戰所造成的人力與經濟損失，帶給歐洲極大的打擊。奧辛維茲大屠殺等事件證明戰爭與極端主義的可怕。特別是核武器的問世，使得世人希望能避免過去的錯誤，避免戰爭。另外，西歐國家再也無法鞏固他們原有的列強地位，使得讓世界上出現美國和蘇聯這兩個對立的超級強權。
為了確保德國不會再次威脅到和平，德國部分重工業遭到拆除，煤炭開採區被隔離（薩爾、西里西亞）或由國際控管（魯爾區）。
隨著邱吉爾在1946年所提出的「歐羅巴合眾國」（United States of Europe），及其他人士的類似聲明不斷提出，1949年成立的歐洲委員會成為第一個泛歐組織。隔年5月9日，法國外交部長羅伯特·舒曼提出整合歐洲煤鋼工業的共同體，這兩項產品是軍事武器的必要原件。（參見：舒曼計畫）
以該演講為基礎，法國、義大利、比荷盧三國（比利時、荷蘭和盧森堡）以及西德簽署《巴黎條約》，隔年成立歐洲煤鋼共同體，接管魯爾區的管理權  （页面存档备份，存于） 並取消部分德國工業生產的限制。它也催生最早的機構，像是最高總署（High Authority，現在的歐盟執委會）和共同議會（Common Assembly，現在的歐洲議會）。這兩個機構的首位主席是讓·莫內和保羅-亨利·斯巴克。 
在防禦（歐洲防衛共同體，European Defence Community）和政治（歐洲政治共同體，European Political Community）共同體成立失敗之後，各國領導人召開墨西拿會議（Messina Conference），成立斯巴克委員會（Spaak Committee），並發表斯巴克報告（Spaak report）。1956年5月29至30日召開的威尼斯會議（Venice Conference）承認該報告，並決議組織一個「政府間會議」（Intergovernmental Conference）。「共同市場與原子能共同體政府間會議」（Intergovernmental Conference on the Common Market and Euratom）將焦點放在經濟統合，並促成1957年《羅馬條約》的簽署，成立歐洲經濟共同體與歐洲原子能共同體。

## 1958－1972：三大共同體

雖然這兩個新的共同體與歐洲煤鋼共同體享有一樣的法院及共同議會，但雙方是互相獨立的。新共同體的行政機構稱為「委員會」（Commission），與歐洲煤鋼共同體的「最高總署」作區隔。歐洲經濟共同體由華特·哈爾斯坦（Walter Hallstein）擔任主席，歐洲原子能共同體領導人則為路易斯·阿曼德（Louis Armand）。前者將發展會員國間的關稅同盟，後者將整合核能部門。
1960年代，法國試圖限制超國家權力，並拒絕英國成為會員國，使得緊張情勢逐漸浮現。然而，1965年，各國達成協議合併三大共同體，簽訂《布魯塞爾條約》，並在1967年7月1日正式生效，成立歐洲各大共同體。吉恩·瑞伊（Jean Rey）主持合併後的第一屆委員會。

## 1973－1993：擴張

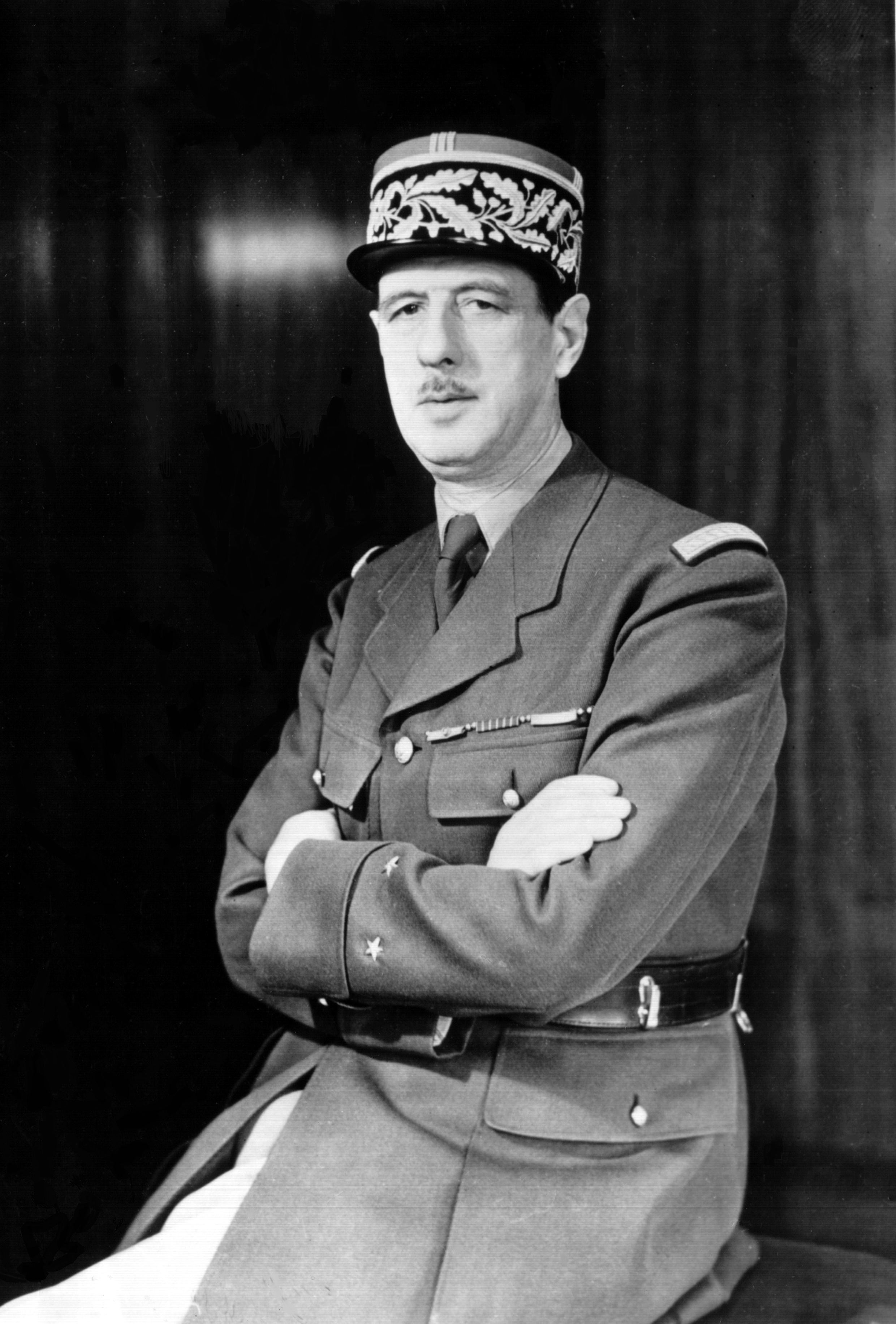
戴高樂的反對延後第一次擴張的時間。

經過多次協商、法國總統的改選，丹麥、愛爾蘭和英國（包括直布羅陀）在1973年1月1日正式加入歐洲各大共同體。這是歐共體的第一次擴張。
1979年，歐洲議會舉行第一次直接普選，選出410位議員。隨後這些議員選出第一位女性歐洲議會議長西蒙娜·韋伊（Simone Veil）。
1981年1月1日，在六年前就提出申請的希臘成為會員國。1985年，自丹麥獲得地方自治權的格陵蘭投票脫離共同體。西班牙與葡萄牙（1977年申請）在1986年1月1日第三次擴張成為會員國。

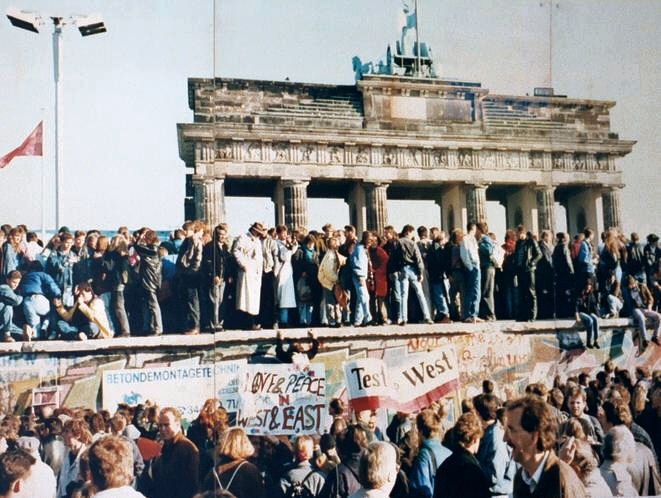
鐵幕的落幕讓東德得以加入。（柏林圍牆）。

1986年，歐盟執委會主席雅克·德洛爾正式通過歐盟旗幟的採用。1986年2月，領導人簽署《單一歐洲法案》。其內容論及機構改革，包括擴展共同體權利（特別是外交政策）。該法案是完成單一市場的重要要件，並在1987年7月1日正式實施。
土耳其在1987年申請加入共同體，成為申請期最長的一個國家。1989年，東歐劇變，柏林圍牆倒塌，鐵幕落幕。兩德統一，也打開東歐集團通往共同體的門（哥本哈根標準）。
隨著新一波的擴張，《馬斯垂克條約》在1992年2月7日簽署成立歐洲聯盟，並在隔年正式生效。

## 1993－2004：歐洲聯盟
1993年11月1日，《馬斯垂克條約》正式生效，創立歐洲聯盟及包含外交、內政和歐洲共同體的歐盟三支柱。1994年的歐洲議會選舉，社會主義團體維持其議會第一大黨的地位。執委會提議雅克·桑特擔任執委會主席，但其實他被視為第二選擇。議會勉強批准桑特的任命案，但他所領導的執委會則獲得強力的支持（416票贊成、103票反對）。
1994年3月30日，奧地利、瑞典、芬蘭和挪威的入盟協商完成。各國舉行公民投票，除了挪威以外，其他各國均通過加入歐盟的提案。然而，挪威與冰島、列支敦士登等歐洲自由貿易聯盟成員國在1994年1月1日加入歐洲經濟區。瑞士曾計劃加入歐洲經濟區，但遭到公民投票否決。隔年，申根公約正式生效，到1996年年底已擴展到近乎全歐盟會員國。1994年1月1日，歐洲經濟暨貨幣聯盟（Economic and Monetary Union of the European Union）進入第二階段，成立歐洲貨幣管理局，1998年一月欧洲中央银行成立，1999年歐元開始運作，2002年1月1日，硬幣與紙幣開始流通，完全代替舊有貨幣。
90年代，巴爾幹地區的衝突給予歐盟發展共同外交與安全政策強大的動力。歐盟在衝突之初未能及時反應，而聯合國維和部隊無法阻止歐洲在二戰之後最大傷亡、發生於波士尼亞和赫塞哥維納的斯雷布雷尼察屠殺。最後北大西洋公約組織介入戰爭，迫使雙方坐上談判桌。1999年3月24日，科索沃的局勢使得歐盟發表共同外交和安全政策聲明，並迫使北約介入科索沃與塞爾維亞之間的衝突。相較於波士尼亞衝突，這次歐盟更為積極，之前的失敗使得歐盟希望在外交事務上更有效力。歐盟早期的外交經驗顯現在1999年5月1日生效的《阿姆斯特丹條約》，以及1997年西歐聯盟領導人所發表，關於歐盟及北約兩組織所扮演的角色的宣言。之後，《尼斯條約》加強高級代表（High Representative）與外交政策的合作。
1999年3月，爆發預算危機。議會拒絕批准執委會所提出的預算案，理由是執委會財政管理不當、欺騙及裙帶關係。議會成立調查委員會，調查結果在1999年3月15日發表，內容大力抨擊執委會。原來唯一表態支持的主流政黨歐洲社會黨決定不再支持，並與議會準備罷免執委會。在報告出爐的當天傍晚，歐盟執委會宣佈總辭。該危機嚴重損害歐盟執委會面對全球危機的立場，而歐洲理事會也逐漸不信任執委會。歐洲懷疑主義在後德洛爾時代更加根深蒂固，理事會與議會也在之後幾年不斷質疑執委會的立場。很快地，繼任的執委會成立反欺詐部門OLAF。
1999年議會選舉，歐洲人民黨擠下社會黨成為第一大黨，羅馬諾·普羅迪所率領的新任執委會成立反欺詐部門OLAF。在《阿姆斯特丹條約》賦予的新權力下，部分人士稱普羅迪為「歐洲第一任首相」。6月4日，哈維爾·索拉納被任命為歐盟理事會秘書長兼共同外交與安全政策高級代表，它也被部分人視為歐洲第一任外交部長。《尼斯條約》在2001年2月26日簽訂，隔年2月1日正式生效，開始起草歐盟憲法。《尼斯條約》在2004年擴張之前完成最後的準備階段。

## 2004－現今

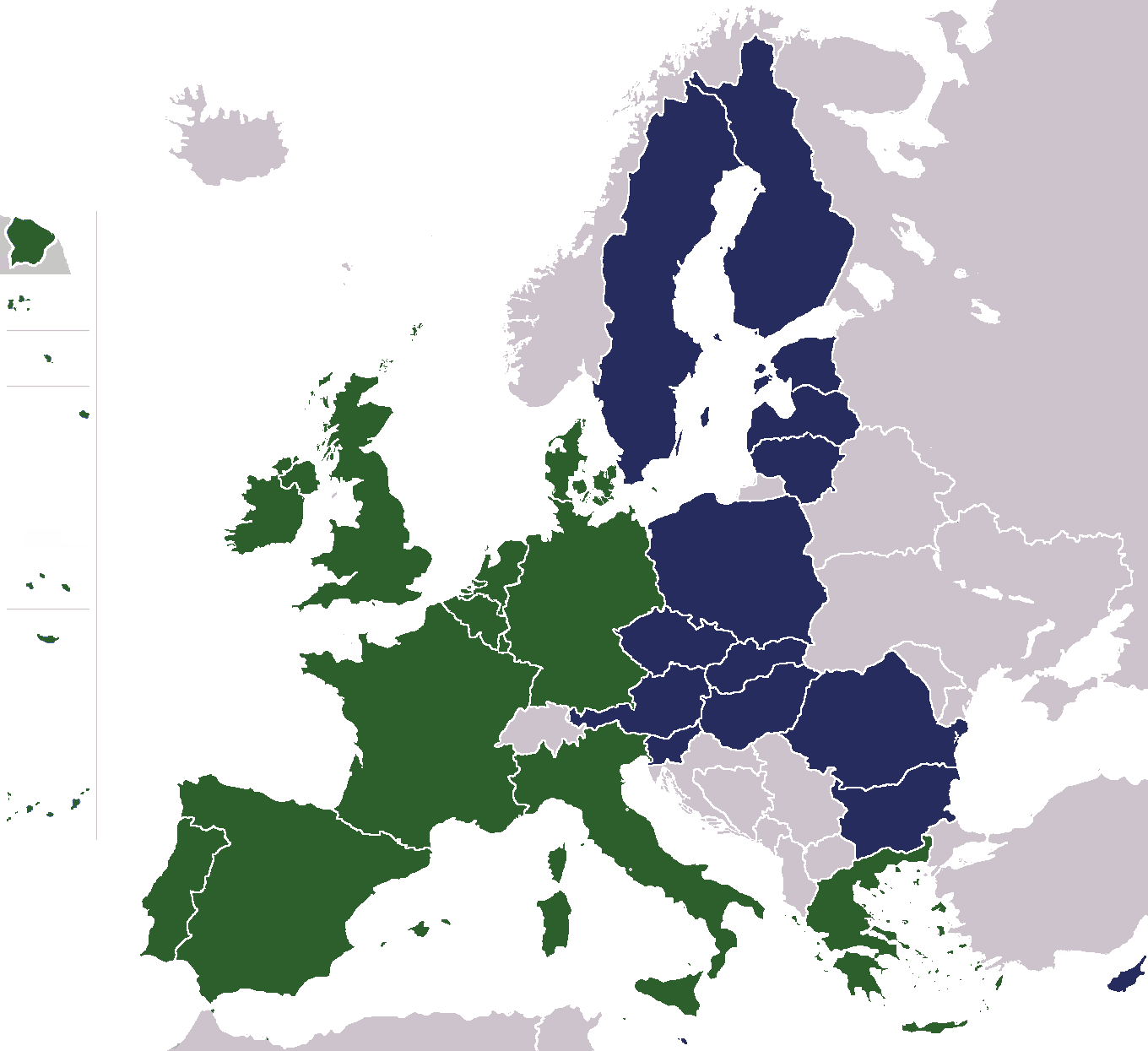
1993年以後的歐盟擴張。
綠色：《馬斯垂克條約》前成員國。藍色：新成員國。

2004年6月10日至13日，25個會員國參與史上最大的跨國選舉（世界第二大的民主選舉）。這次議會選舉是歐洲人民黨-歐洲民主派的第二次勝利。同時這場選舉也出現最低的投票率（45.5%），是第二次低於50%。
2004年7月22日，若澤·曼努埃爾·巴羅佐被新議會任命為下屆執委會主席。不過他所率領的25名新任委員立刻面對艱難的困境。議會反對他所提出的部分委員名單，使得巴羅佐必須撤回名單重新提案。因此普羅迪團隊必須延長任期至11月22日，新任委員名單正式批准為止。

### 制度改革

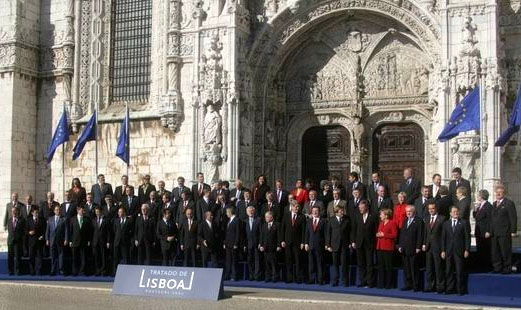
《里斯本條約》是為了簡化歐盟的決策流程。该條约於2009年12月1日正式生效。

《歐盟憲法》於2004年10月28日簽署。雖然議會先批准該條約，但一些國家在2005年舉行該議題的公民投票。西班牙是第一個公民投票的國家，支持率高達77%。但法國的投票結果卻造成條約推行的阻礙，以反對率58%否決批准《歐盟憲法》。不久之後，荷蘭的投票結果與法國相同，以61%的反對率遭到否決。這兩次結果幾乎中止條約的推行。雖然盧森堡的投票以57%的支持率通過批准，但並未改變當時的處境。領導人宣布將深思投票結果，進入「思考期」。
2007年，領導人正式結束「思考期」，並在3月25日簽訂《柏林宣言》（《羅馬條約》50周年）。該宣言是為尋找新體制提供新的動力。同年，歐洲理事會同意撤銷憲法，但憲法中大部分的變革將保留在修訂條約中。2007年12月13日，《里斯本條約》簽署，並打算在2008年結束前批准，在2009年1月1日正式生效。不同於憲法，《里斯本條約》將只有愛爾蘭舉行公民投票。2008年6月12日，愛爾蘭的投票結果顯示有53%的民眾不同意批准《里斯本條約》。2009年10月2日，愛爾蘭又以超過60%的贊成票，通過《里斯本條約》。至此，《里斯本條約》已在27個歐盟成員國中獲得通過。
2022年6月9日，欧洲议会以355票赞成，154票反对，48票弃权的表决结果要求欧洲理事会启动修改欧盟条约的程序，其中包括将目前欧盟议事规则中各成员国一致同意才可作出决定改为少数服从多数。

### 擴張與歐元
2007年1月1日，歐盟第五次擴張，羅馬尼亞與保加利亞正式加入。因此，議會將新增53位議員，執委會增加兩個職位。羅馬尼亞委員的職位名稱為歐洲執委會多語委員（European Commissioner for Multilingualism），遭到部分人士批評太過狹隘。
同天，斯洛維尼亞開始使用歐元，但立陶宛等其他國家因通貨膨脹而拒絕。馬爾他和賽普勒斯在2008年1月1日開始使用歐元。斯洛伐克在2009年1月1日成為歐元區第16個會員國。2011年1月1日，爱沙尼亚加入欧元区。2012年2月下旬，法国正式宣布停止流通原有本土货币法郎，在全法国境内统一流通欧元。2015年1月1日，立陶宛加入欧元区 。 截至2018年7月31日，欧元区有19个成员国。
冰島在2009年首次申請加入歐盟，但在2015年3月12日，宣布撤回申請，放棄加入歐盟。

### 英国脱欧
2016年6月23日，英国举行脱离欧盟的全民公投，公投显示有51.9％的英国选民投票支持离开欧盟。根据公投结果，英国已于2020年1月31日晚上11时（GMT）正式退出欧盟，随后进入脱欧过渡期，至2020年12月31日结束。

## 发展史示意图
| 圖例： 事實上繼承 框架： 事實上的內部框架 外部框架 | 圖例： 事實上繼承 框架： 事實上的內部框架 外部框架 | 圖例： 事實上繼承 框架： 事實上的內部框架 外部框架 |                               |                          |                                |                                |                         |                                                |                                                |                                                |                                                |                                                | 歐洲聯盟（歐盟）                               | 歐洲聯盟（歐盟） | 歐洲聯盟（歐盟） | 歐洲聯盟（歐盟） |            |            |
| 圖例： 事實上繼承 框架： 事實上的內部框架 外部框架 | 圖例： 事實上繼承 框架： 事實上的內部框架 外部框架 | 圖例： 事實上繼承 框架： 事實上的內部框架 外部框架 | 歐洲各共同體                  | 歐洲各共同體             | 歐洲各共同體                   | 歐洲各共同體                   | 歐洲各共同體            | （歐盟三支柱）                                 | （歐盟三支柱）                                 | （歐盟三支柱）                                 |                                                |                                                |                                                |                  |                  |                  |            |            |
| 圖例： 事實上繼承 框架： 事實上的內部框架 外部框架 | 圖例： 事實上繼承 框架： 事實上的內部框架 外部框架 | 圖例： 事實上繼承 框架： 事實上的內部框架 外部框架 |                               |                          | 歐洲原子能共同體               | 歐洲原子能共同體               | 歐洲原子能共同體        | 歐洲原子能共同體                               | 歐洲原子能共同體                               |                                                |                                                |                                                | 現今                                           |                  |                  |                  |            |            |
| 圖例： 事實上繼承 框架： 事實上的內部框架 外部框架 | 圖例： 事實上繼承 框架： 事實上的內部框架 外部框架 | 圖例： 事實上繼承 框架： 事實上的內部框架 外部框架 |                               | 歐洲煤鋼共同體           |                                |                                |                         |                                                |                                                |                                                |                                                |                                                |                                                |                  |                  |                  |            |            |
| 圖例： 事實上繼承 框架： 事實上的內部框架 外部框架 | 圖例： 事實上繼承 框架： 事實上的內部框架 外部框架 | 圖例： 事實上繼承 框架： 事實上的內部框架 外部框架 |                               | 歐洲經濟共同體           |                                |                                |                         |                                                |                                                |                                                |                                                |                                                |                                                |                  |                  |                  |            |            |
| 圖例： 事實上繼承 框架： 事實上的內部框架 外部框架 | 圖例： 事實上繼承 框架： 事實上的內部框架 外部框架 | 圖例： 事實上繼承 框架： 事實上的內部框架 外部框架 |                               |                          |                                |                                |                         |                                                | 申根區                                         | 申根區                                         | 歐洲共同體                                     | 歐洲共同體                                     |                                                |                  |                  |                  |            |            |
| 圖例： 事實上繼承 框架： 事實上的內部框架 外部框架 | 圖例： 事實上繼承 框架： 事實上的內部框架 外部框架 | 圖例： 事實上繼承 框架： 事實上的內部框架 外部框架 | TREVI                         | TREVI                    | TREVI                          | 司法與內政合作                 |                         |                                                |                                                |                                                |                                                |                                                |                                                |                  |                  |                  |            |            |
| 圖例： 事實上繼承 框架： 事實上的內部框架 外部框架 | 圖例： 事實上繼承 框架： 事實上的內部框架 外部框架 | 圖例： 事實上繼承 框架： 事實上的內部框架 外部框架 | TREVI                         | TREVI                    | TREVI                          | 司法與內政合作                 |                         | / 北大西洋公約組織                             | / 北大西洋公約組織                             | 現今                                           | 刑事領域警務與司法合作                         | 刑事領域警務與司法合作                         |                                                |                  |                  |                  |            |            |
| 英法協約                                           | 英法協約                                           | [西方聯盟到北約]                                   | [西方聯盟到北約]              | 歐洲政治合作             | 歐洲政治合作                   | 歐洲政治合作                   | 歐洲政治合作            | / 北大西洋公約組織                             | / 北大西洋公約組織                             | 現今                                           |                                                | 共同外交與安全政策                             | 共同外交與安全政策                             |                  |                  |                  |            |            |
| 英法協約                                           | 英法協約                                           | 西方聯盟                                           | 西方聯盟                      | 西方聯盟                 | / 西歐聯盟                     | / 西歐聯盟                     | / 西歐聯盟              | [1984年羅馬宣言重新激活了西歐聯盟並轉交至歐盟] | [1984年羅馬宣言重新激活了西歐聯盟並轉交至歐盟] | [1984年羅馬宣言重新激活了西歐聯盟並轉交至歐盟] | [1984年羅馬宣言重新激活了西歐聯盟並轉交至歐盟] | [1984年羅馬宣言重新激活了西歐聯盟並轉交至歐盟] | [1984年羅馬宣言重新激活了西歐聯盟並轉交至歐盟] |                  |                  |                  |            |            |
| 英法協約                                           | 英法協約                                           | 西方聯盟                                           | 西方聯盟                      | 西方聯盟                 | / 西歐聯盟                     | / 西歐聯盟                     | / 西歐聯盟              |                                                |                                                |                                                |                                                |                                                |                                                |                  |                  |                  |            |            |
| 英法協約                                           | 英法協約                                           | 西方聯盟                                           | 西方聯盟                      | 西方聯盟                 | [社會、文化移交歐洲理事會負責] | [社會、文化移交歐洲理事會負責] | 現今                    |                                                |                                                |                                                |                                                |                                                |                                                |                  |                  | 论 编            | 论 编      |            |
|                                                    |                                                    |                                                    | 歐洲理事會                    |                          |                                |                                | 現今                    |                                                |                                                |                                                |                                                |                                                |                                                |                  |                  | 论 编            | 论 编      |            |
| 英法協約                                           | 敦克爾克條約                                       | 布魯塞爾條約                                       | 歐洲委員會法規 與北大西洋公約 | 巴黎條約與歐洲防務共同體 | 倫敦–巴黎會議                  | 羅馬條約                       | 西歐聯盟-歐洲理事會協議 | 合併條約                                       | 達維尼翁報告                                   | 歐盟高峰會成立                                 | 單一歐洲法案                                   | 申根公約                                       | 馬斯垂克條約                                   | 阿姆斯特丹條約   | 尼斯條約         | 里斯本条约       | 里斯本条约 | 里斯本条约 |

## 外部連結
- 歐盟歷史 （页面存档备份，存于） 官方網站
- CVCE （页面存档备份，存于） 歐盟歷史的多媒體導覽
- 歐盟歷史的相片集 （页面存档备份，存于）